# Едем скротума
Едем скротума је акутно уролошко стање, које се карактерише појавом отока, изазваног накупљањем течности у ткивима скротума. У дечака између треће и девете године живота, најчешће се јавља као идиопатски облик болести, алергијске природ. Едем обично нестаје јако брзо и не захтева велике напоре уролога у решавању овог стања.
Интервенција је потребна само код нагло насталих едема, великих димензија, са јаким боловима, или у случајевима када је могућ развој инфекције (шећерна болест, ранија инфекција).

## Етиологија
Едем скротума је претежно секундаран-симптоматски облик болести. Настаје код:
- декомпензације срца (попуштање десног срца),
- плућне инсуфицијенције,
- Бубрешне (реналне) инсуфицијенције,
- јетрине инсуфицијенције,
- васкуламих компромитација,
- поремећаја лимфне циркулације (елефантијаза),
- имунолошких (алергијских) поремећаја,
- присуства паразита (шистозомијаза),
- метаболичких поремећаја (кетоацидозе, хипопротеинемије, електролитних дизбаланс итд).[2][3]

Код идиопатског облика едема скротума, који се јавља најчешће код деце, алергија је етиолошки фактор.
Инфузиони или надовавајући облик едема скротума
Посебан, тзв. инфузиони, надовавајући или намерно изазван едем скротума, настаје код особа које из сексуалних разлога убризгавањем течност или ваздух, покушавају да на тај начин увећају његову величину. Ова неконтролисана интервенција носи ризика од озбиљних компликација, укључујући целулитис, и поткожнни емфизем скротума, али и фаталних последица; попут Фурнијерове гангрена или ваздушне емболије.

## Клиничка слика
Манифестује се црвенилом и отоком мошница.

## Дијагноза
Палпацију (опипавање) тестиса и епидидимиса обично није могуће спровести због јаког едема (отока).
Да би се искључиле примарне болести тестиса и пасеменика, пре свега тумори, потребно је урадити ултрасонографски преглед скротума.

## Терапија
Терапија се примарно заснива на санацији болести која је довела до појаве едема. Ремисија или излечење основне болести доводе до повлачења едема.
Од осталих мера у терапији може  сеприменити елевација скротума помоћу суспензоријума. Јак едем се може се смањити убадањем већег броја стерилних игала за ињекције кроз које се се обезбеђује отицање сувишна ткивне течности из скротума.
Будући да је алергија етиолошки фактор у настанку идиопатског облика едема скротума у терапији се могу успешно применити антихистаминици.